# 中国人民解放军陆军炮兵第七十二旅
炮兵第七十二旅（英語：72nd Artillery Brigade），是中国人民解放军陆军第七十二集团军下属的炮兵旅，驻地江苏省无锡市濱湖區。代号31604部队。

## 历史概述
该旅前身为炮兵第九师。1951年10月，中央军委下达组建炮兵第九师的命令。1952年6月16日，由八路军115师演变而来的原鲁中南军区机关一部及警卫营等1160人进驻常州市，并以其为主，从华东军区特纵后勤政治部和所属各团抽调部分干部战士、相继成立了师司、政、干、后机关和直属37高炮营、军士教导营、指挥连、通信连、卫生连、运输连等。8月1日，在常州市体育馆召开建师大会，正式宣布中国人民解放军炮兵第九师成立，归华东军区机动炮兵师建制，下辖炮14团、炮16团、炮17团。1952年6月至1953年3月，部队先后在常州、苏州火车站接收苏式122榴弹炮，152加榴炮，各种车辆，1953年3月18日，各团分别举行授装仪式，至此炮兵第九师成为全军第一个全新装备的摩托化炮兵师。
1954-1958年入闽机动北战，1958年参加了金门炮战，全师担负作战值班任务，师部由厦门文灶移防同安县后亭村，炮14、17团及31军炮兵团与厦门前沿组成值班炮群，由炮兵第九师指挥。炮兵第16团和尔后相继归建的炮兵第201团、炮3团移至同安马巷地区，担负机动作战任务。1955年2月8日，炮兵第二十一师下属火箭炮兵第二〇一团归建炮九师。
1983年1月，炮兵第九师划归陆军第一军建制，并随同第一军一同前往老山前线执行防御任务。
2013年，炮兵第九师第二〇一团被拆分出来成立远程火箭炮兵第二〇一旅，余部缩编为陆军第一集团军炮兵旅。拆分前炮九师是全中国人民解放军陆军乃至全世界仅存的一个炮兵师。

## 沿革
- 炮兵第九师——（1952年6月16日-2013年11月）
- 陆军第一集团军炮兵旅——（2013年11月-2017年2月）
- 陆军第七十二集团军炮兵第七十二旅——（2017年2月至今）